# クリぼっち

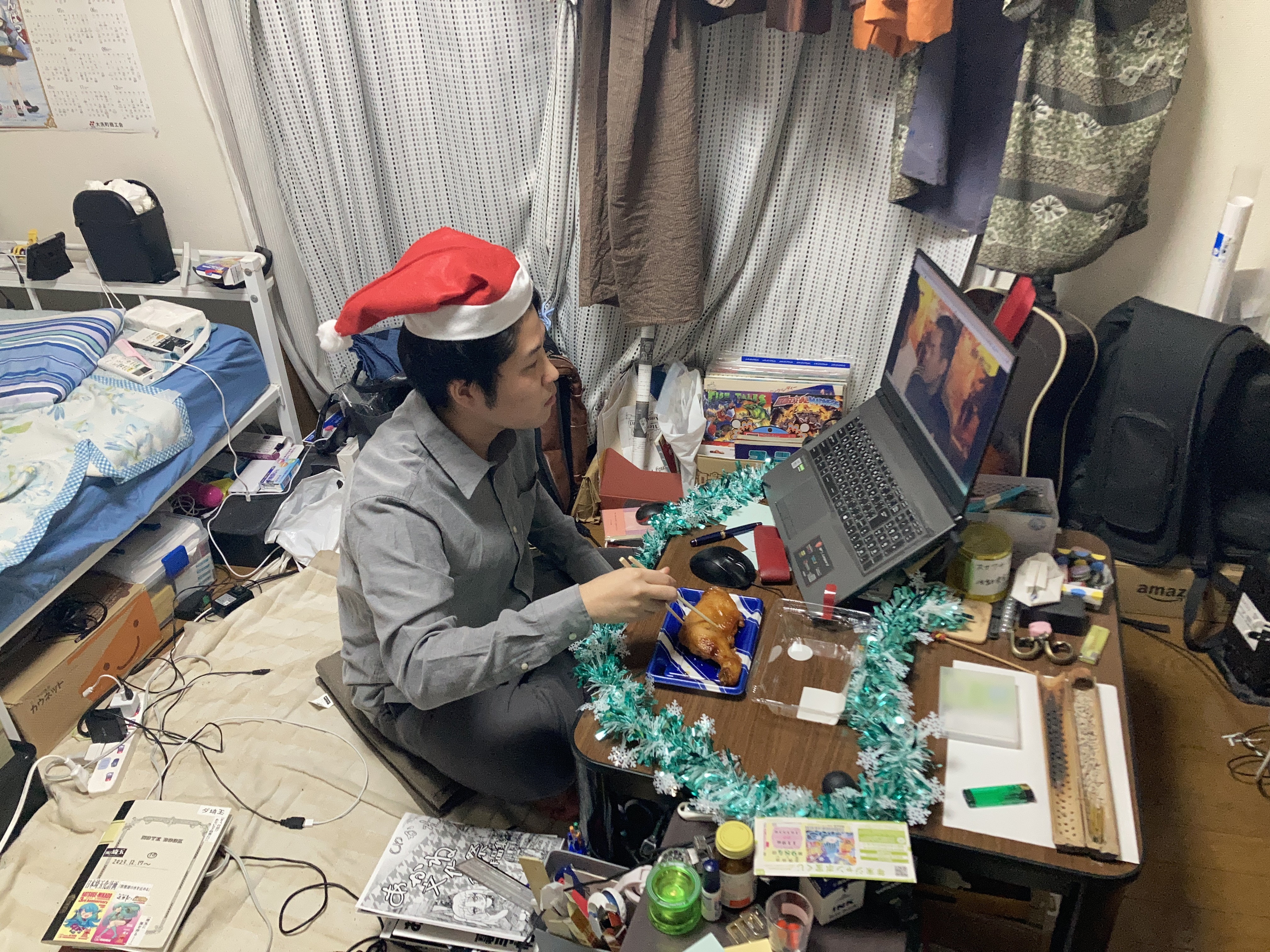
独身成人男性のクリぼっちの図（2023年12月25日撮影）

クリぼっちとは、クリスマスを一人で過ごしている状態、またはそのような状態にある人のことを指す。「クリスマス」と「1人ぼっち」を合わせた造語である。

## 概要
『J-CASTニュース』によると、2011年ごろからインターネット上で使用され始めた言葉である。2012年に『NHK』の『ニュースウォッチ9』でこの言葉が取り上げられ、有名になった。この放送に対しては、SNS上でクリぼっち当事者からの嘆きの声が上がった。
一方、『テレ朝ニュース』は、「一人焼肉」や「一人カラオケ」といった「ソロ活」がポジティブに捉えられているとした上で、一人でクリスマスを過ごすことについてもその例外ではないと報じた。
2016年12月に楽天リサーチがインターネットで20代から60代の男女を対象に行った調査では、クリスマスを1人で過ごすという回答が20.4%を占めた。また、『LINE』が2018年に行った調査では、男女ともにクリスマスは一人で過ごす予定であるという回答が最多となっている。

## クリぼっちと企業マーケティング
企業も「クリぼっち」に熱視線を注いでおり、単独向けの商品の販売を行っている。そのような商品展開は「クリぼっち商戦」と呼ばれ、拡大傾向にあるという。
例えば、2016年に丸亀製麺が「きよしこの夜なきうどん」と題して「釜揚げうどん」の割引キャンペーンを行った。ロッテリアは2019年より毎年、クリスマスの時期に「Xmas クリぼっちキンパック」というセット商品を販売している。同社はこの商品について「クリスマスをおひとりでお過ごしの方にも楽しんでいただきたいという思いから」と説明した。また、駅ビル型の商業施設「ルミネ」は、2022年に「Xmas for me」というコンセプトのもと、菓子や入浴剤といった一人で楽しめる商品を購入できるイベントを行った。

## クリぼっちを冠した作品

### 楽曲
- クリぼっちONE DAY!! - たこやきレインボーによるシングル。
- クリぼっち - シンガーソングライター宮城島麻未の曲。

## 関連する用語
- ぼっち飯 - 昼食を一人でとる学生を揶揄した言葉[4]。
- 若者の草食化（草食系、草食男子・女子） - 日本政府の調査（令和4年版男女共同参画白書）では、20代の日本人男性のおよそ4割にデート経験がないとの結果が出て、若者の「草食化」や「恋愛離れ」が注目された[4][9]。